# Река Ман-Вархеђи
Река Ман-Вархеђи (мађ. Mán-Várhegyi Réka, Регин, СР Румунија, 1979) је мађарска књижевница и уредница.

## Биографија
Рођена је 1979. у Румунији. Детињство је провела у Таргу Мурешу. Након пада комунистичког режима сели се у Мађарску. Тренутно живи у Будимпешти. Године 2013. добила је Књижевну награду JAKkendő за свој рукопис Boldogtalanság az Auróra-telepen (Несрећа у насељу Аурора). Књига је објављена 2014. године, исте године је освојила књижевну стипендију Петер Хорват  и стипендију Жигмунда Морица,  и представљала Мађарску на деветом међународном фестивалу кратке прозе у Србији под називом Kikinda Short.  Године 2015. представљала је Мађарску на Европском фестивалу прве књиге  и била номинована за Награду Марго, где је стигла до три коначна кандидата које је управни одбор оценио најбољима (Петерфи Гергељ, Адам Габорјак, Арпад Колар, Ласло Валуска). Роман Магнетно брдо је награђен Наградом Европске уније за књижевност 2019. године.

## Књиге
- Boldogtalanság az Auróra-telepen (Несрећа у насељу Аурора), József Attila Kör
- A szupermenők. Szabó Marcellina titkos naplója, Tilos az Á Könyvek, 2015.
- Mágneshegy (Магнетно брдо), Magvető, 2018.
- Vázlat valami máshoz (Нацрт за нешто друго) ; Magvető, 2022.
- Budapest Nagyregény, Budapest Brand Nonprofit Zrt.  2023. (коаутор)

## Књиге за децу
- 2013 : Szövegértés – Meseolvasó (Разумевање текста – Читач прича), Tesloff és Babilon (заједно са Tasnádi Emesével)
- 2013 : Itt a nyár, csuda jó a Balaton! (Лето је овде, Балатон је тако добар!) , Tesloff és Babilon (заједно са Kelemen Czakó Ritával)
- 2014 : Szövegértés – Vidám történetek (Разумевање текста – Смешне приче), Tesloff és Babilon
- 2014 : Dóri és Marci nyomoz (Дори и Марци истражују), Tesloff és Babilon
- 2015 : Kókusz Franci, a fodrász titkosügynök (Франци Кокуз, тајни агент фризера), Tesloff és Babilon

## Награде
- 2013 : Књижевна награда JAKkendő
- 2014 : Књижевна стипендија Петра Хорвата
- 2014 : Жигмунд Мориц стипендија
- 2015 : Марго награда (номинација)
- 2016 : Литера награда
- 2018 : Награда Тибор Дери
- 2019 : Награда Европске уније за књижевност [8]
- 2021 : Ержебетварош књижевна стипендија

## Интервјуи
- „Радим на себи“, Népszabadság, 2015. 23. априла